# 조선로동당 만세
조선로동당 만세(朝鮮勞動黨萬歲)는 조선민주주의인민공화국의 여당인 조선로동당의 공식 당가이다. 총 3절로 이뤄져있으며, 조선로동당과 그 창립자인 김일성, 김정일의 위업을 칭송하는 노래이다. 해외에서는 <혁명의 수뇌부 결사옹위하리라>와 함께 잘 알려져있는 조선민주주의인민공화국의 군가이나, 대한민국에서는 국가보안법에 따라 학술적 목적 이외에서는 듣는 것을 금지하고있다.

## 가사
1절
당은 우리의 등대
당은 투쟁의 기치
인민을 혁명에 불러
새 세계를 세웠네
백두의 슬기로 영광 떨치는
강철의 조선로동당 만세! 만만세!
2절
당은 어머니의 품
당은 영원한 은인
빛나는 생명을 주고
행복에로 이끄네
인민들 한마음 뭉쳐 따르는
불패의 조선로동당 만세! 만만세!
3절
당은 주체의 빛발
당은 우리 향도자
수령님 혁명 위업
찬란히 빛내가네
누리에 존엄을 떨쳐나가는
백전백승 조선로동당, 만세! 만만세!
누리에 존엄을 떨쳐나가는
백전백승 조선로동당, 만세! 만만세!

## 같이 보기
- 조선민주주의인민공화국의 선전